# Alvera Mukabaramba
Alvera Mukabaramba, là một bác sĩ nhi khoa và chính trị gia người Rwanda, người từng giữ chức Bộ trưởng Bộ Chính phủ địa phương chịu trách nhiệm về các vấn đề xã hội trong Nội các Rwanda, kể từ ngày 10 tháng 10 năm 2011 

## Hoàn cảnh và giáo dục
bà sinh ra ở Rwanda vào ngày 1 tháng 3 năm 1960. Bà học tại Đại học Y khoa bang Pavlov đầu tiên, ở St.Peterburg, Nga, tốt nghiệp với bằng y khoa. Bà chuyên ngành nhi khoa, và trường đại học đã trao cho bà một Tiến sĩ Triết học về đề tài này.

## Sự nghiệp
Sự nghiệp chính trị của Alvera Mukabaramba bắt đầu vào năm 1999, khi bà trở thành thành viên của Hội đồng Chuyển tiếp Quốc gia, phục vụ trong khả năng đó cho đến năm 2003. Từ năm 2003 đến tháng 10 năm 2011, bà là Thượng nghị sĩ tại quốc hội lưỡng viện của Rwanda. Sau đó, vào ngày 10 tháng 10 năm 211, bà được bổ nhiệm làm Bộ trưởng Bộ Xã hội và Phát triển Cộng đồng thuộc Bộ Chính quyền Địa phương, thay thế cho Christine Nyatanyi, người đã qua đời trong một bệnh viện ở Brussels, Bỉ. Kể từ đó, bà đã được giữ lại trong nội các và giữ lại danh mục đầu tư của mình trong các lần cải tổ nội các khác nhau, bao gồm cả vào ngày 31 tháng 8 năm 2017.

## Những ý kiến khác
Makaramba là thành viên của Đảng Tiến bộ và Hòa bình (PPC). Bà đã hai lần ra tranh cử tổng thống Rwanda. Lần đầu tiên là vào năm 2003, nhưng bà đã rút và giảm cân sau lưng Paul Kagame. bà đã chạy lại vào năm 2010, nhưng bị mất.
Năm 2012, bà được bầu làm chủ tịch mới của "Diễn đàn chính trị Rwanda" (FFFP), một tổ chức tập hợp tất cả các đảng chính trị trong nước, để thúc đẩy đoàn kết dân tộc.